# ماه آبی (فیلم ۲۰۲۵)
ماه آبی (انگلیسی: Blue Moon) یک فیلم موزیکال زندگی‌نامه‌ای آمریکایی محصول ۲۰۲۵ به کارگردانی ریچارد لینکلیتر و نویسندگی رابرت کاپلو است. این فیلم به زندگی لورنز هارت، ترانه‌سرا، می‌پردازد. ایثن هاک در نقش هارت در کنار مارگارت کوالی، بابی کاناوله و اندرو اسکات در این فیلم بازی می‌کند.
این فیلم نخستین نمایش جهانی خود را در بخش رقابت اصلی هفتاد و پنجمین جشنواره بین‌المللی فیلم برلین در ۱۸ فوریه ۲۰۲۵ داشت و در آن‌جا برنده خرس نقره‌ای بهترین نقش مکمل برای اسکات شد.

## طرح داستانی
این فیلم عمدتاً در ۳۱ مارس ۱۹۴۳، شب افتتاحیه اکلاهما! جریان دارد: اولین پروژه مشارکت خلاقانه راجرز و همرستین، و همچنین شریک خلاقانهٔ سابق راجرز، لورنز هارت که با اعتیاد به الکل و افسردگی دست و پنجه نرم می‌کند.

## بازیگران
- ایثن هاک در نقش لورنز هارت
- مارگارت کوالی در نقش الیزابت ویلند
- بابی کاناوله در نقش ادی
- اندرو اسکات در نقش ریچارد راجرز
- جونا لیز در نقش مورتی ریفکین
- سیمون دلانی در نقش اسکار همرستاین دوم
- کیلیان سالیوان در نقش استفن ساندهیم
- پاتریک کندی در نقش ئی.بی. وایت
- جان دوران در نقش ویجی

## تولید
زندگی‌نامه لورنز هارت، ترانه‌سرا، به نویسندگی رابرت کاپلو و به کارگردانی ریچارد لینکلیتر و تهیه‌کنندگی لینکلیتر در کنار جان اسلاس در ژوئن ۲۰۲۴ گزارش شد. در اواخر همان ماه، ایثن هاک، مارگارت کوالی، بابی کاناوله و اندرو اسکات به بازیگران پیوستند و گزارش شد که سونی پیکچرز کلاسیکس علاوه بر پیوستن به پروژه به عنوان سرمایه‌گذار، حقوق توزیع جهانی را نیز به دست آورده است. تصویربرداری اصلی در اوایل ژوئیه ۲۰۲۴ در دوبلین آغاز شد و تا اوت ۲۰۲۴ ادامه یافت. فیلمبرداری در سپتامبر ۲۰۲۴ به پایان رسید.
گراهام رینولدز آهنگسازی فیلم را بر عهده داشته است.

## انتشار

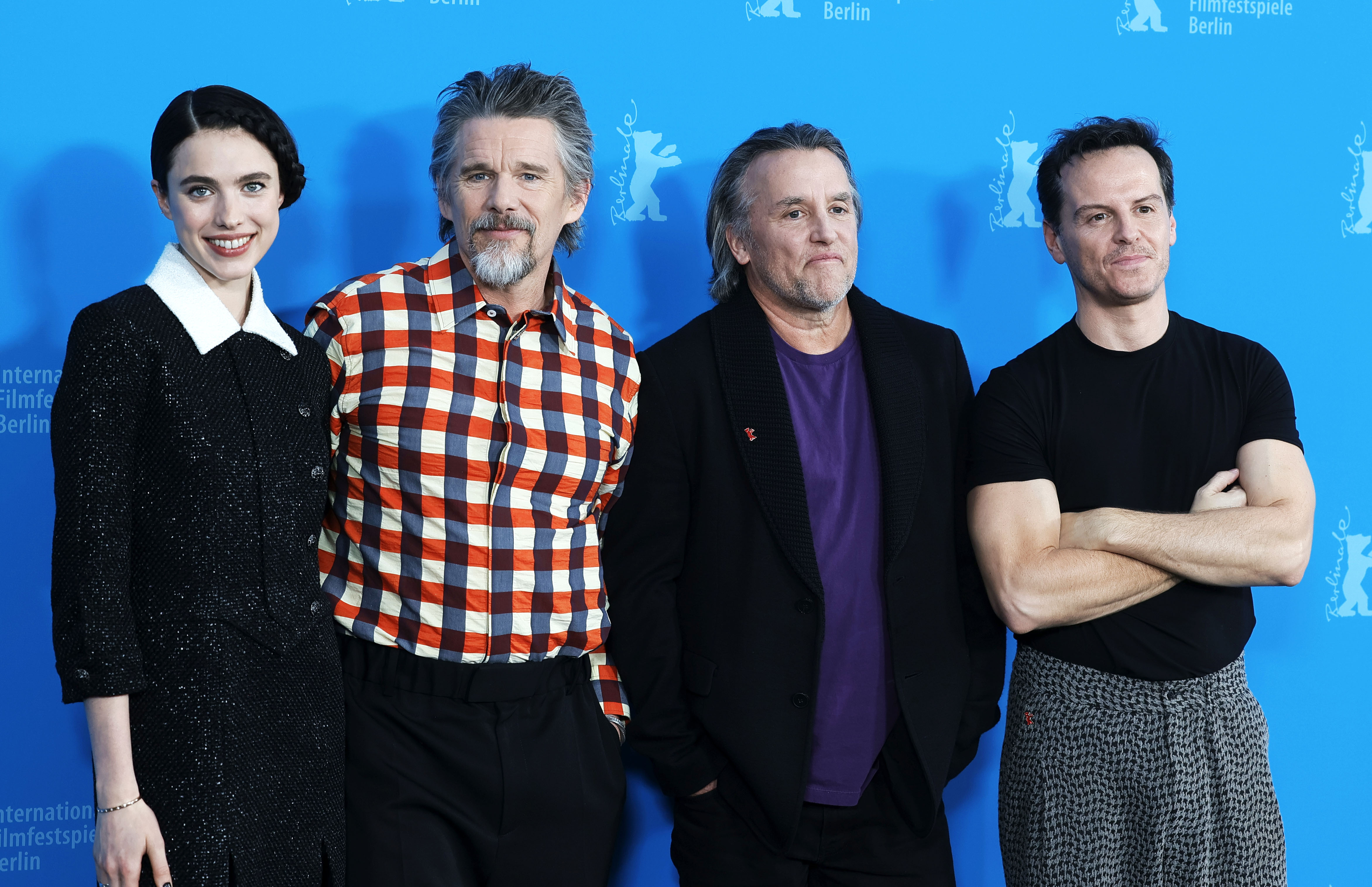
از چپ به راست: کوالی، هاوک، لینکلیتر و اسکات در برلیناله

ماه آبی برای نخستین بار در جشنواره بین‌المللی فیلم برلین در ۱۸ فوریه ۲۰۲۵ به نمایش درآمد.

## بازخورد
در وبگاه جمع‌آوری نقد راتن تومیتوز، این فیلم بر اساس ۲۵ نقد، امتیاز ۹۶٪ با میانگین نمرهٔ ۷٫۶/۱۰ را کسب کرده است. در متاکریتیک، این فیلم بر اساس نظر ۱۱ منتقد، میانگین نمرهٔ ۷۶/۱۰۰ را دارد که نشان‌دهنده نقدهای «عموماً مطلوب» است.